# Can Català del Castell
Cal Català és una masia al nord-est de la vila de Cassà de la Selva (al Gironès). L'edifici ha estat totalment desfigurat i malmès. Del castell primitiu no en romanen prou restes importants per detectar el seu aspecte original. Sobre les restes del castell es va construir aquesta masia que també ja estat desfigurada al llarg del temps, i de la qual remarquem com a element més important la primitiva porta dovellada de granit de les Gavarres.

## Història
Antigament al solar ocupat per aquesta masia hi havia el castell de Cassà propietat dels Montcada, senyors feudals de la vila. El 1359 fou donada la jurisdicció de Cassà a Gastó de Montcada pel rei Pere III. La mala actuació i els abusos d'aquell senyor envers els habitants de la vila feu que l'any 1386 el mateix rei reincorporés la jurisdicció de Cassà a la corona. L'any 1391 a instàncies de Gastó de Montcada, que volia recuperar els seus privilegis, es presenta a Cassà el veguer de Girona per procedir executivament contra molts veïns, ajudat pel de Montcada. La tensió va anar creixent i a finals de juny Gastó de Montcada es constitueix a Cassà per apoderar-se definitivament de la seva jurisdicció. El consell municipal de Girona el convidà a retirar-se. Davant la seva negativa a fer-ho el poble es va revoltar i l'aixecament va culminar amb el creixement del castell de Cassà, del qual actualment no en resten vestigis.